# Nakladatelství Eminent

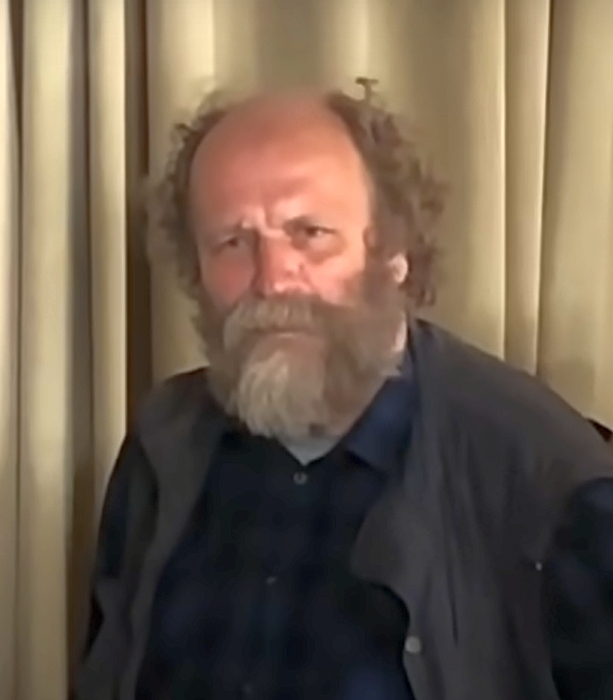
Ředitel nakladatelství Eminent Petr Štis v roce 2021 na křtu knihy Jiřího Kuchaře Léčitelé, jasnovidci a mágové

Nakladatelství Eminent je české nakladatelství, které vzniklo jako sdružení podnikatelů krátce po sametové revoluci na samém počátku devadesátých let 20. století. U jeho zrodu stál český spisovatel, publicista a badatel Jiří Kuchař a Petr Štis. Hlavními obory, na něž se nakladatelství Eminent se ve své činnosti soustřeďuje, jsou celostní medicína, zdravý životní styl, psychotronika, spirituální literatura, harmonický rozvoj osobnosti a také publikace, jejichž tématem je cesta za poznáním smyslu lidského života.